# Kirche Schönfeld (Sachsen)

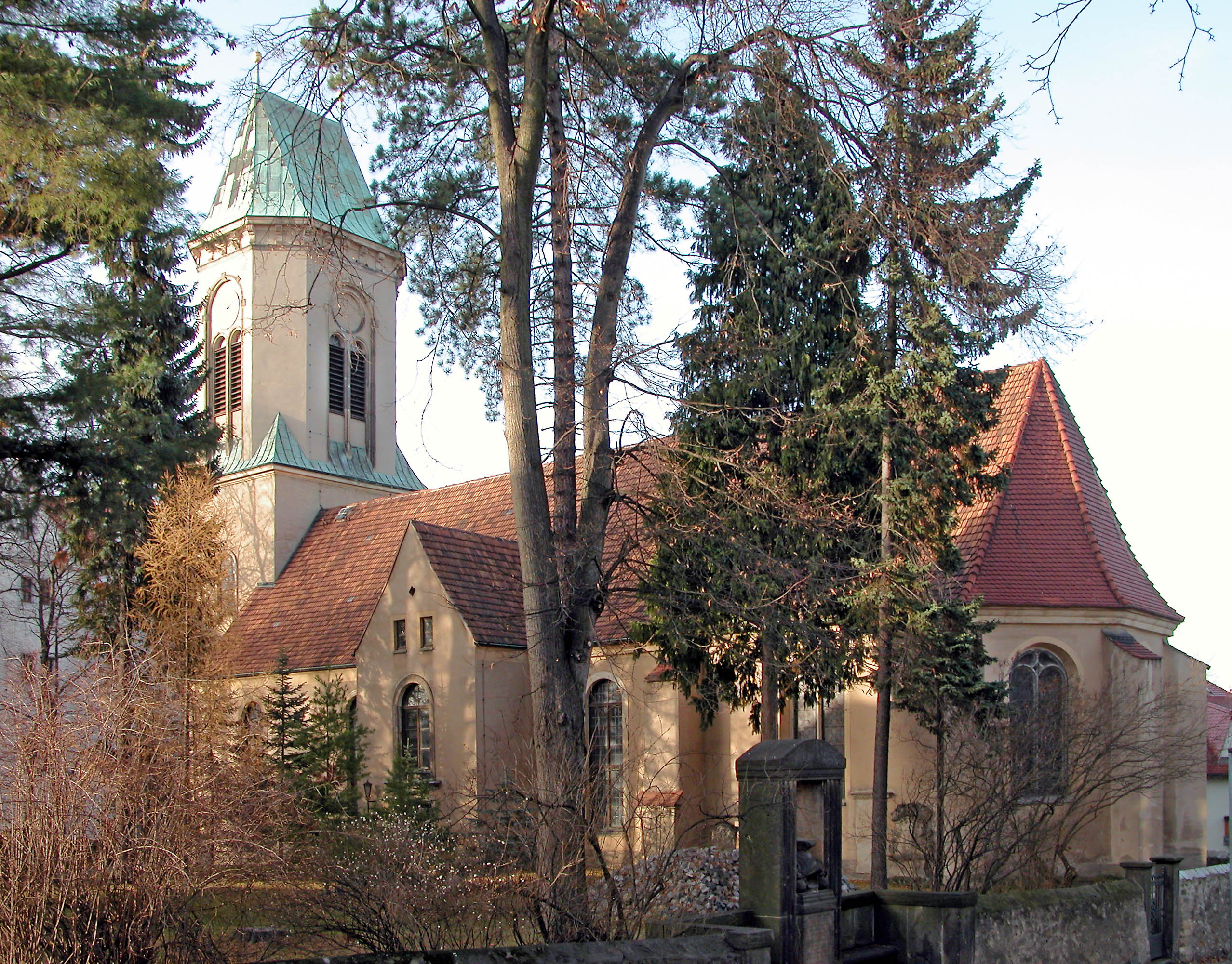
Dorfkirche Dresden-Schönfeld

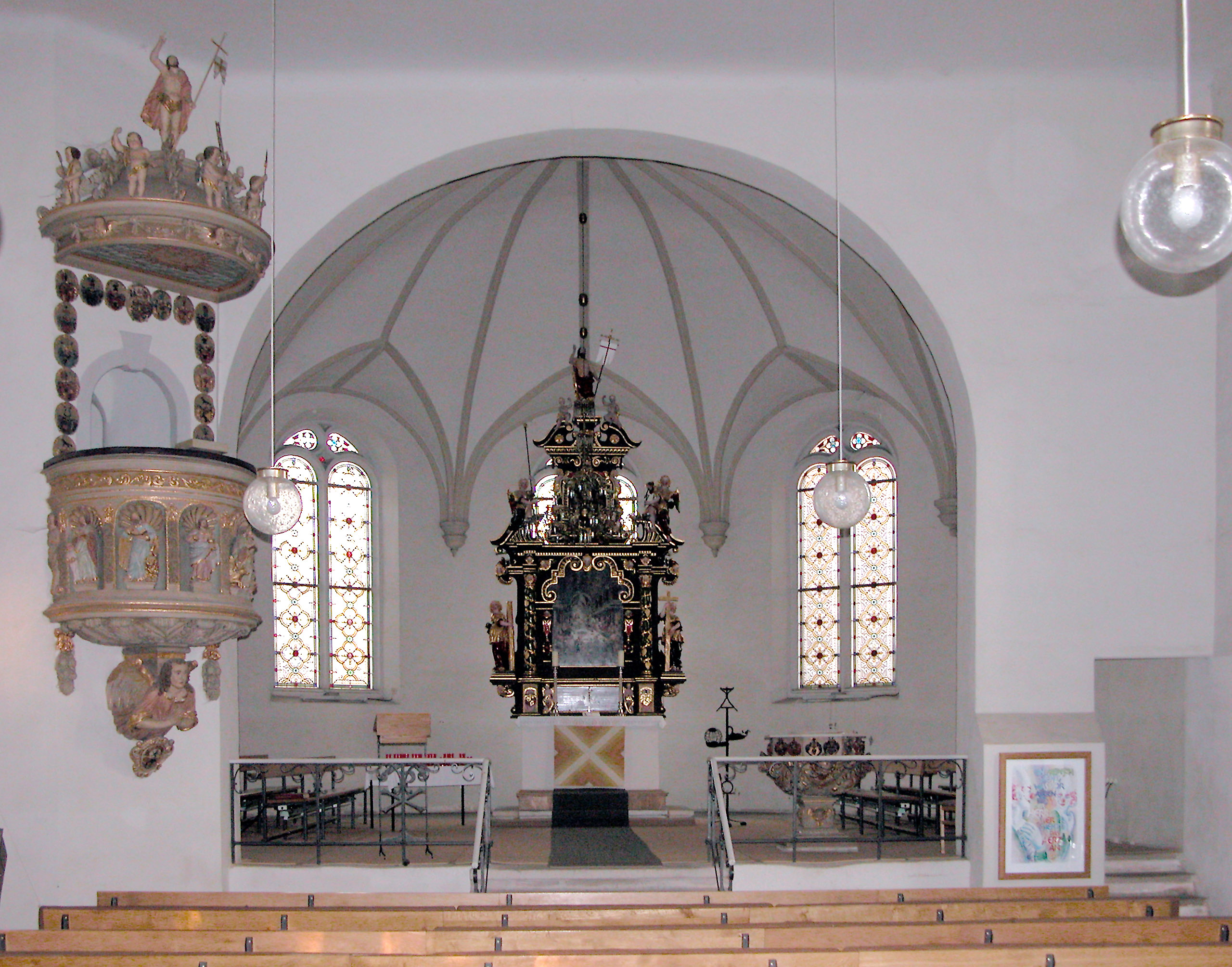
Innenansicht zum Altar

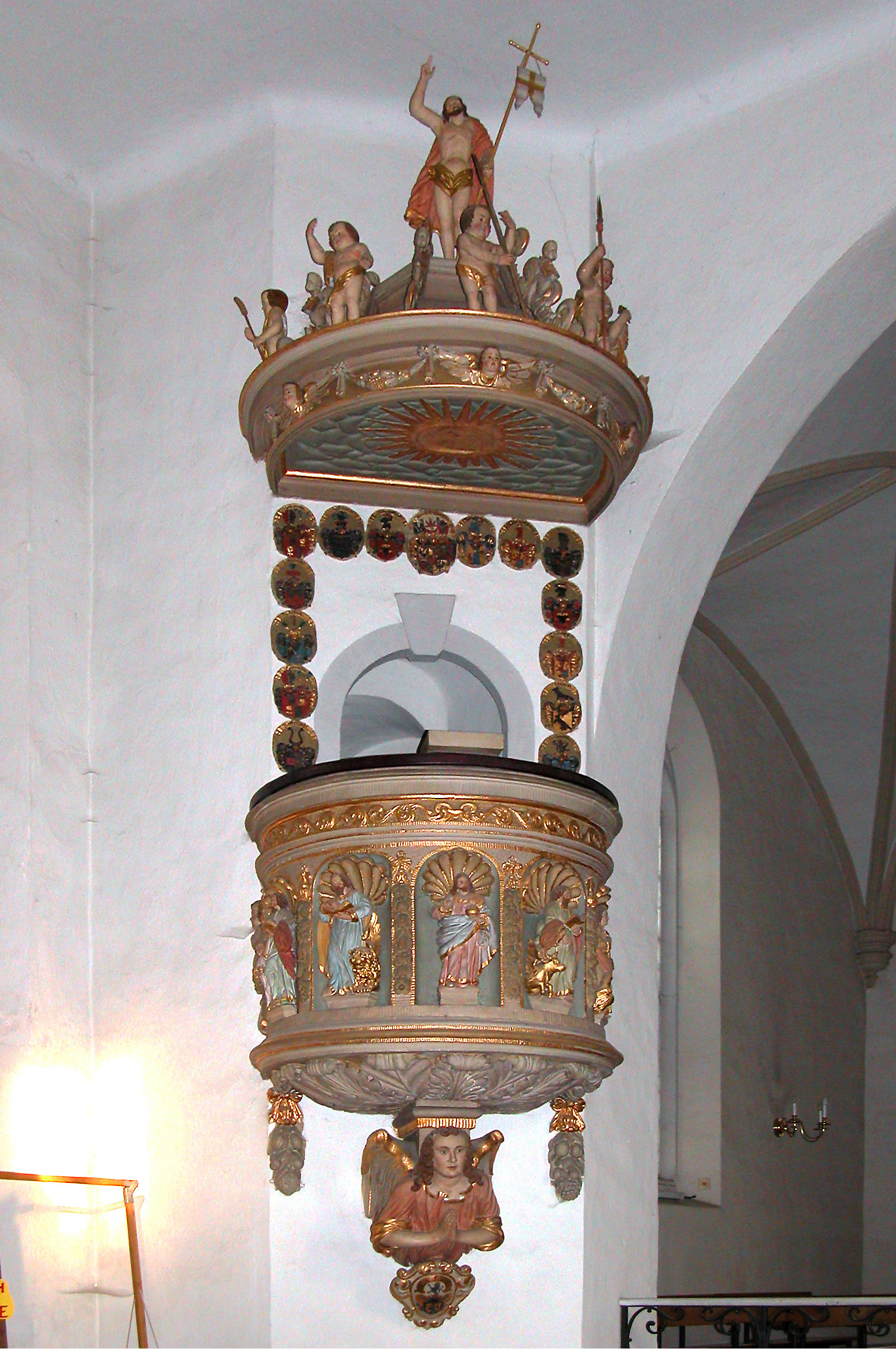
Kanzel

Die evangelische Kirche Schönfeld ist eine nachgotische Saalkirche im Ortsteil Schönfeld der Ortschaft Schönfeld-Weißig von Dresden in Sachsen. Sie gehört zur Kirchengemeinde Schönfeld-Weißig im Kirchenbezirk Dresden Nord der Evangelisch-Lutherischen Landeskirche Sachsens.

## Geschichte und Architektur
Die Kirche liegt an der Rückseite von Schloss Schönfeld, von dem sie durch einen Wassergraben zum Schlossteich getrennt ist. An dessen gegenüberliegender Seite steht seit 1883 die Schönfelder Luthereiche. An der Kirche befindet sich ein um 1300 angelegter Kirchfriedhof. Die Kirche selbst ist ein Bauwerk der Nachgotik. In der Gruft unter dem vermutlich im Jahr 1676 vollendeten Chor befindet sich das Grab von Augusta Constantia von Friesen († 1728). Im Jahr 1896 erfolgte der Neubau des Turmobergeschosses mit Haube und Laterne; weiterhin wurden unter Theodor Quentin die Fenstergewände neu gefasst und die Strebepfeiler an der Südseite bis auf die Fundamente abgetragen. Der heutige Turmhelm stammt aus dem Jahr 1970.
Das Bauwerk ist eine langgestreckte Saalkirche mit Satteldach (die Strebepfeiler sind nur noch an der Nordseite vorhanden), einem leicht erhöhten Chor mit Fünfachtelschluss und Fenstern mit gotisierendem Maßwerk, das vermutlich aus dem 19. Jahrhundert stammt. An der Nordseite sind gekuppelte Rundbogenfenster, an der Südseite vergrößerte Rundbogenfenster angeordnet.
Innen ist der Saal flachgedeckt, im Chor sind Sterngewölbe eingezogen; im Turmuntergeschoss ist ein Kreuzrippengewölbe eingezogen. An den Längsseiten sind schlichte zweigeschossige Emporen aus der Zeit um 1830 eingebaut, die durch Holzpfeiler mit Palmettenkapitellen gestützt werden.

## Ausstattung
Das Hauptstück der Ausstattung ist ein Altarretabel mit Gemälden von Jonas Eywigk aus Pirna mit dem Datum 1658; es zeigt in der Predella die Geburt Christi, im Mittelfeld das Abendmahl, darüber die Kreuzigung. Den Altar schuf Christoph Abraham Walther. Die Kanzel aus Sandstein vom Ende des 17. Jahrhunderts ist mit einem Korb in runder Form versehen; in den Nischen sind Christus und die Evangelisten als vollplastische Figuren zu sehen, ein hölzerner Schalldeckel bildet den Abschluss. Am Aufgang zur Kanzel ist das Wappen derer von Lützelburg aus dem Jahr 1676 angebracht. Die Sandsteintaufe zeigt auf einem rechteckigen Postament ein von Engeln getragenes achteckiges Taufbecken vom Ende des 17. Jahrhunderts. 
Die Orgel mit neugotischem Prospekt ist ein Werk mit 27 Registern auf zwei Manualen und Pedal von Julius Jahn & Sohn aus dem Jahr 1904, das später klanglich verändert wurde.